# شارليس ماس
شارليس ماس (بالإسبانية: Carles Mas) (27 فبراير 1993 بغيرونا في إسبانيا - ) هو لاعب كرة قدم إسباني في مركز الدفاع. لعب مع نادي جيرونا وGirona FC B ‏.

## روابط خارجية
- شارليس ماس على موقع قاعدة بيانات كرة القدم.إي يو (الإنجليزية)
- شارليس ماس على موقع Soccerway.com (الإنجليزية)